# Lesley Ann Warren
Lesley Ann Warren (Nova Iorque, 16 de agosto de 1946) é uma atriz dos Estados Unidos.